# Continuité (escalade)
Pour les articles homonymes, voir continuité.
La continuité, en escalade, est la capacité pour le grimpeur à maintenir son effort physique (grimper « en continu ») durant une longue durée (au-delà de 3-4 minutes). La continuité est une notion qui dépasse les aspects énergétiques (mode aérobique, endurance, etc.) puisqu'elle inclut d'autres aspects physiologiques (capacités de récupération), des aspects tactiques (temporisation de la progression) et des aspects gestuels

## Aspects énergétiques
L'effort de continuité est généralement distingué de l'effort en « résistance », d'intensité supérieure et d'une durée comprise entre 15 secondes et 3 minutes. L'effort de résistance caractérise notamment la grimpe en bloc ou les voies de faible hauteur, alors que la continuité caractérise l'escalade sur des voies de grande hauteur.
La continuité comprend la capacité à retarder l'apparition d'acide lactique et à éliminer celui-ci le plus rapidement possible[réf. nécessaire]. 
En effet, en escalade, les muscles travaillent souvent au-dessus de VO2max en situation anaérobique et, dans un deuxième temps, produisent du lactate. Le lactate empêche les muscles de se contracter. Si le grimpeur travaille en mode aérobique, au niveau de VO2max ou en dessous, il est en situation alactique.